# 須藤功 (写真家)
須藤 功（すとう いさお、1938年2月12日 - ）は、日本の民俗学写真家。

## 来歴
秋田県横手市に生まれる。1957年に川口市立県陽高等学校を卒業した。航空自衛隊写真班に所属していたが、1966年から日本観光文化研究所において宮本常一の教えをうける。1989年、日本地名研究所より第8回「郷土研究賞」を受賞。

## 著作

### 単著
- 『西浦のまつり』未来社、1970年
- 『運ぶ　フォークロアの眼』国書刊行会、1977年
- 『山の標的 猪と山人の生活誌』未来社、1991年
- 『大絵馬集成 日本生活民俗図誌』法蔵館、1992年
- 『葬式 あの世への民俗』青弓社〈写真叢書〉、1996年
- 『花祭りのむら』文・写真 福音館書店、2000年
- 『神と舞う俳優たち 伝承芸能の民俗』青弓社〈写真叢書〉、2000年
- 『道具としてのからだ』草の根出版会〈母と子でみる〉、2001年
- 『祖父の時代の子育て』草の根出版会〈母と子でみる〉、2001年
- 『写真ものがたり 昭和の暮らし』全10巻 農山漁村文化協会、2004年 - 2007年
- 『山古志村 宮本常一と見た昭和46(1971)年の暮らし 写真集』農山漁村文化協会、2005年
- 『大絵馬ものがたり』全5巻 農山漁村文化協会、2009年
- 鈴木正典（監修）『昭和の暮らしで写真回想法』全3巻  農山漁村文化協会、2014年
- 『若勢 出羽国の農業を支えた若者たち』無明舎出版、2015年
- 『早川孝太郎 民間に存在するすべての精神的所産』ミネルヴァ書房〈ミネルヴァ日本評伝選 〉、2016年
- 『宮本常一 人間の生涯は発見の歴史であるべし』ミネルヴァ書房〈ミネルヴァ日本評伝選 〉、2022年

### 共編著
- 『東北』1- （編） 農山漁村文化協会 〈あるくみるきく双書〉
- 『関東甲信越』1- （編） 農山漁村文化協会 〈(あるくみるきく双書〉
- 『北海道』1- （編） 農山漁村文化協会〈あるくみるきく双書〉
- 『九州』1- （編） 農山漁村文化協会〈あるくみるきく双書〉
- 萱野茂『チセ・ア・カラ われら家をつくる アイヌ民家の復原』（写真） 未来社、1976年
- 都丸十九一（文）『上州のくらしとまつり』（写真）煥乎堂、1977年
- 萱野茂（文）『アイヌ 二風谷のウトンムヌカラとイヨマンテ 写真集』国書刊行会、1979年
- 『写真集明治大正昭和横手 ふるさとの想い出284』（薄葉篤蔵との共編）国書刊行会、1984年
- 『日本宗教民俗図典』（萩原秀三郎との共著）法蔵館、1985年
- 『写真でみる日本生活図引』全8巻（編） 弘文堂、1988年
- 『祭礼行事 都道府県別 神奈川県』（高橋秀雄との共編）桜楓社、1991年
- 『祭礼行事 都道府県別 秋田県』（高橋秀雄との共編）桜楓社、1992年年
- 『幕末・明治の生活風景 外国人の見たニッポン 図集』（編著）東方総合研究所、1995年
- 『早川孝太郎全集 第11巻 (民俗研究法・採訪録) 』（宮本常一・宮田登と共編）未來社、2000年
- 武藤盈『「写真で綴る」昭和30年代農山村の暮らし 高度成長以前の日本の原風景』（写真・聞き書き）農山漁村文化協会、2003年
- 『早川孝太郎全集 第12巻 (雑纂・絵と写真) 』（宮本常一・宮田登と共編）未來社、2003年
- 『写真でつづる宮本常一』（編）未來社、2004年
- 萱野れい子『写真で綴る萱野茂の生涯 アイヌの魂と文化を求めて』（編）農山漁村文化協会、2008年
- 堀敏一（彫る）『北の大地にらかんさん遊ぶ』（撮る）らかん洞、2008年
- 田村善次郎・宮本千晴 監修『宮本常一とあるいた昭和の日本』全25巻（編）農山漁村文化協会〈あるくみるきく双書〉、2010年 - 2012年
- 『奄美沖縄』（編）農山漁村文化協会〈あるくみるきく双書〉、2011年
- 濵砂武昭『銀鏡神楽 日向山地の生活誌』（写真）弘文堂、2012年
- 『けもの風土記』（編） 農山漁村文化協会〈あるくみるきく双書〉、2012年
- 『祈りの旅』（編） 農山漁村文化協会〈あるくみるきく双書〉、2012年
- 『祭と芸能』（編） 農山漁村文化協会〈あるくみるきく双書〉、2012年
- 『宮本常一と写真』（石川直樹・赤城耕一・畑中章宏・宮本常一と共著）平凡社〈コロナ・ブックス〉、2014年
- 『道具からみる昔のくらしと子どもたち』全6巻（編）農山漁村文化協会、2016年 - 2017年
- 尾前秀久『秘境の歳月 椎葉村尾向 山里の生活誌』（編）鉱脈社、2019年6月